# The Party Album
The Party Album – debiutancki album holenderskiego zespołu Vengaboys. Płyta została wydana w czerwcu 1999 roku, a pierwszym singlem (wydanym tylko w Holandii) była piosenka „Parada de Tettas”. Album osiągnął duży sukces sprzedażowy dzięki takim przebojom jak „We Like to Party!”, „Boom, Boom, Boom, Boom!!” czy „Weʼre Going to Ibiza”.

## Lista utworów
1. "We Like to Party" - 3:42
2. "Boom, Boom, Boom, Boom!!" - 3:22
3. "Up and Down" - 3:59
4. "Ho Ho Vengaboys!" - 3:41
5. "To Brazil" - 3:07
6. "We're Going to Ibiza" - 3:38
7. "Vengababes from Outer Space" - 3:26
8. "Superfly Slick" - 5:21
9. "Movin' Around" - 3:48
10. "The Vengabeat" - 4:09
11. "You and Me" - 5:24
12. "Paradise..." - 7:07

### Greatest Hits Part 1
Greatest Hits Part 1 to reedycja albumu The Party Album z 1999 roku.
1. "We Like to Party!" - 3:42
2. "Boom, Boom, Boom, Boom!!" - 3:22
3. "Ho Ho Vengaboys!" - 3:40
4. "Up & Down" - 4:03
5. "We're Going to Ibiza" - 3:09
6. "Parada De Tettas" - 4:04
7. "To Brazil!" - 3:06
8. "Movin' Around" - 3:48
9. "Overwhelm Yourself" - 4:26
10. "You and Me" - 5:24
11. "The Vengabeat - 4:09
12. "Paradise..." - 7:06
13. "Superfly Slick Dick" - 5:20
14. "All Night Passion" - 3:42
15. "24 Hours" - 6:39
16. "To the Rhythm" - 6:15